# Marquesat de Santa Ana
El Marquesat de Santa Ana és un títol nobiliari espanyol creat el 7 d'abril de 1889 pel rei Alfons XIII a favor de Manuel María de Santa Ana y Rodríguez-Camaleño Matos.

## Marquesos de Santa Ana
|                         | Titular                                        | Període                 |
| Creació per Alfons XIII | Creació per Alfons XIII                        | Creació per Alfons XIII |
| ----------------------- | ---------------------------------------------- | ----------------------- |
| I                       | Manuel María de Santa Ana y Rodríguez-Camaleño | 1889-                   |
| II                      | Florentina de Santa Ana y Vergara              | 1895-1953               |
| III                     | Lluís Puig-Mauri i Santa Ana                   | 1953-1958               |
| IV                      | Ferran Puig-Mauri i Santa Ana                  | 1960-                   |
| V                       | Florentina Serrán Puig-Mauri                   | 1973-                   |
| VI                      | María Florentina Manzanera Serrán              | 2008-actual titular     |

## Història dels Marquesos de Santa Ana
- Manuel María de Santa Ana y Rodríguez-Camaleño (m. 11 d'octubre de 1894), I marquès de Santa Ana.[2]

1. Casat amb Florentina Rodríguez Camaleño. El succeí la filla del seu fill Luis de Santa Ana y Rodríguez Camaleño que es casà amb Micaela Vergara y Marqués, per tant la seva neta:

- Florentina de Santa Ana y Vergara (m. 1953), II Marquesa de Santa Ana.

1. Casada amb Ferran Puig-Mauri i Gisbert. Fills: Florentina, Lluís, Ferran, María i Esperanza.

- Lluís Puig-Mauri i Santa Ana (m. 1958), III marquès de Santa Ana.

1. Casat amb Blanca Olanda y Spencer. Sense descendents. El succeí el seu germà:

- Ferran Puig-Mauri i Santa Ana (m. 1973), IV marquès de Santa Ana.

1. Casat amb Isabel Borrás i Pujol. Sense descendents. El succeí la seva neboda:

- Florentina Serrán Puig-Mauri,V marquesa de Santa Ana..

1. Casada amb José Luis Manzanera Rodríguez. La succeí la seva filla:

- María Florentina Manzanera Serrán,VI marquesa de Santa Ana.